# Николаевка (Петриковский район)
Николаевка (укр. Миколаївка) — посёлок, Николаевский поселковый совет, Петриковский район, Днепропетровская область, Украина.
Является административным центром Николаевского поселкового совета, в который не входят другие населённые пункты.

## Географическое положение
Посёлок городского типа Николаевка находится в 2-х км от левого берега реки Днепр,
выше по течению на расстоянии в 2 км расположен пгт Куриловка,
на противоположном берегу — город Каменское.
Река в этом месте образует лиманы, старицы и заболоченные озёра.

## История
- Возникновение Николаевки относится ко второй половине XVIII в. Во времена Запорожской Сечи относилась к Протовчанской паланке.
- Позже слобода вошла в состав Елизаветовской волости Новомосковского уезда.

В 1938 году — присвоено статус посёлок городского типа.
Во время Великой Отечественной войны в 1941—1943 гг. селение находилось под немецкой оккупацией.
В январе 1989 года численность населения составляла 1471 человек.
По состоянию на 1 января 2013 года численность населения составляла 1291 человек.

## Объекты социальной сферы
- Школа.
- Детский сад.
- Дом культуры.
- Фельдшерско-акушерский пункт.

## Достопримечательности
В Николаевке установлены памятники советским воинам, павшим при освобождении населённого пункта, и воинам-односельчанам, отдавшим свою жизнь за свободу и независимость Родины.